# Canadian Labour Congress

Organisationsgeschichte des CLC

Der Canadian Labour Congress (englisch kurz CLC,  französisch Congrès du travail du Canada kurz CTC)  ist ein Dachverband kanadischer Gewerkschaften. Er entstand 1956 im Wesentlichen durch den Zusammenschluss des Canadian Congress of Labour (CCL) mit dem Trades and Labour Congress of Canada (TLC) und ist selber Mitglied im Internationalen Gewerkschaftsbund. Seinen Sitz hat der CLC in Ottawa und repräsentiert etwa 3 Millionen Mitglieder.
Der Verband ist auch allgemeinpolitisch in Themen wie zum Beispiel Menschenrechte und Antirassismus aktiv.

## Mitgliedsgewerkschaften
Mitgliedsgewerkschaften des CLC sind:
- Air Line Pilots Association, International – Canada Board Office (ALPA)
- Alliance of Canadian Cinema, Television and Radio Artists (ACTRA)
- Amalgamated Transit Union (ATU)
- AFM/Canadian Federation of Musicians (AFM/CFM)
- Bakery, Confectionery and Tobacco Workers and Grain Millers International Union (BCTGM)
- British Columbia Teachers’ Federation (BCTF)
- Canadian Association of Professional Employees (CAPE)
- Canadian Football League Players' Association (CFLPA)
- Canadian Federation of Nurses Unions (CFNU)
- Canadian Office and Professional Employees’ Union (COPE)
- Canadian Postmasters and Assistants Association (CPAA)
- Canadian Union of Postal Workers (CUPW)
- Canadian Union of Public Employees (CUPE)
- Communications Workers of America | CANADA (CWA|SCA Canada)
- Congress of Union Retirees of Canada (CURC)
- Directors Guild of Canada (DGC)
- Elementary Teachers’ Federation of Ontario (ETFO)
- FTQ-Construction
- International Alliance of Theatrical Stage Employees, Moving Picture Technicians, Artists and Allied Crafts of the United States, its Territories and Canada (IATSE)
- International Association of Bridge, Structural, Ornamental and Reinforcing Iron Workers (IABSORIW)
- International Association of Fire Fighters (IAFF)
- International Association of Heat and Frost Insulators and Allied Workers (IAHFIAW)
- International Association of Machinists and Aerospace Workers (IAMAW)
- International Association of Sheet Metal, Air, Rail and Transportation Workers (SMART)
- International Brotherhood of Boilermakers Iron Ship Builders, Blacksmiths, Forgers and Helpers (IBB)
- International Brotherhood of Electrical Workers (IBEW)
- International Federation of Professional and Technical Engineers (IFPTE)
- International Longshore and Warehouse Union Canada (ILWU)
- International Longshoremen’s Association (ILA)
- International Plate Printers, Die Stampers and Engravers’ Union of North America (IPPDSEU)
- International Union of Bricklayers and Allied Craftworkers (BAC)
- International Union of Operating Engineers (IUOE)
- International Union, United Automobile, Aerospace and Agricultural Implement Workers of America (UAW)
- International Union of Painters and Allied Trades (IUPAT)
- Laborers’ International Union of North America (LiUNA)
- National Association of Teachers (NAT)
- National Union of the Canadian Association of University Teachers (NUCAUT)
- National Union of Public and General Employees (NUPGE)
- Office and Professional Employees International Union (OPEIU)
- Ontario English Catholic Teachers Association (OECTA)
- Ontario Secondary School Teachers’ Federation (OSSTF)
- The Professional Institute of Public Service of Canada (PIPSC)
- Public Service Alliance of Canada (PSAC)
- Seafarers’ International Union of Canada (SIU)
- Service Employees International Union (SEIU)
- Shipyard General Workers’ Federation of British Columbia (SGWBC)
- United Association of Journeymen and Apprentices of the Plumbing and Pipe Fitting Industry of the United States and Canada (UA)
- United Food and Commercial Workers International Union (UFCW)
- UNITE HERE!
- United Mine Workers of America (UMW)
- United Steel, Paper and Forestry, Rubber, Manufacturing, Energy, Allied-Industrial and Service Workers International Union (USW)